# 乐山有轨电车
乐山市现代有轨电车是四川省乐山市于2015年提出建设的现代有轨电车系统，共规划8条线路，其中近期建设3条。但该计划提出后并无进一步的实质性动工。

## 大事记
- 2015年3月17日，乐山市政府与中国铁路通信信号股份有限公司签订《四川乐山市现代有轨电车项目合作框架协议》，拟建三条有轨电车线路。[1]
- 2015年12月，乐山市政府公布《乐山市城市综合交通体系规划》，提出建设8条现代有轨电车线路并预留远期的轻轨系统建设。[2]
- 2016年3月，乐山市将城市轨道交通建设纳入“十三五”远景规划。[3]
- 2016年7月，乐山市铁路建设管理办公室开始乐山城市轨道交通线网规划编制工作。[4]
- 2017年6月，乐山市提出在原计划的有轨电车三号线走向上建设悬挂式单轨线路以连接乐山大佛景区和峨眉山景区。[5]

## 线路
乐山有轨电车共计划修建8条线路，覆盖乐山中心城区、周边区县和旅游景区。按计划1号线到3号线将最先开工，但实际上乐山的有轨电车线路仍然没有任何实质性的动工。

### 近期规划

#### 1号线
城区环线，连接青江、蟠龙、通江、柏杨坝、老城区、肖坝等片区，共设16个站点，线路全长20.7千米。

#### 2号线
乐山高铁站-乐山机场，连接青江、肖坝、高新区、临港经济开发区、乐山机场片区，共11个站点，长26.5千米。

#### 3号线
乐山大佛-峨眉山报国寺，连接大佛景区、岷东、牟子、通江、蟠龙、乐山站、饶坎、符溪、绵竹、峨眉山市、峨眉山景区报国寺片区，总长44千米，在乐山市区内设置15个站点。

### 中远期规划

#### 4号线
绕坎-高新区，连接饶坎、苏稽、水口、安谷、高新区，全长16.8千米，设置了11个站点。

#### 5号线
乐山城老港-苏稽，连接老城区、柏杨坝、蟠龙、青江、苏稽片区，全长15.3千米，设13个站点。

#### 6号线
饶坎-牟子，连接饶坎、苏稽、青江、蟠龙、柏杨坝、牟子片区，长17.9千米，设站12个。

#### 7号线
苏稽-沙湾，连接苏稽、水口、罗汉、嘉农、沫东、沙湾片区，设置12个站点，长21.8千米。

#### 8号线
高新区-五通桥，连接高新区、临港经济开发区、冠英、竹根片区，全长19.3千米，有10个站点。

## 质疑
乐山市现代有轨电车系统于2015年提出计划后，始终没有实质性动工，且原本规划的3号线走向于2017年提出建设悬挂式单轨项目，导致了市民对乐山有轨电车进展的质疑。